# Basil Peto
Basil Edward Peto (från 1927 baronet), född 13 augusti 1862, död 28 januari 1945, var en brittisk industriman och politiker. Han var son till Morton Peto och farbror till Geoffrey Peto.
Peto var en av Storbritanniens mer betydande industrimän, bland annat i gruv- och byggnadsbranscherna (Peto brothers och Morgan crucible co. ltd). Han var konservativ ledamot av underhuset 1910–1918, 1922–1923 och 1924–1935.